# Dwanaście krzeseł (film 1971)
Dwanaście krzeseł (ros. 12 стульев) – radziecki film z 1971 roku w reżyserii Leonida Gajdaja. Film oparty na utworze Ilja Ilfa i Jewgienija Pietrowa o tym samym tytule. „Ostra satyra na mieszczuchów, spekulantów i hołotę pozorującą lojalność wobec radzieckiego społeczeństwa”.

## Obsada
- Arcził Gomiaszwili jako Ostap Bender
- Siergiej Filippow jako Kisa Worobjaninow
- Michaił Pugowkin jako ojciec Fiodor
- Glikierija Bogdanowa-Czesnokowa jako Jelena Stanisławowna Bowr
- Natalia Warlej jako Liza
- Natalia Kraczkowska jako Gricacujewa
- Kłara Rumianowa jako Katerina Aleksandrowna, żona ojca Fiodora
- Gieorgij Wicyn jako Miecznikow
- Sawielij Kramarow jako przewodniczący sekcji szachowej
- Jurij Nikulin jako dozorca Tichon
- Nina Agapowa jako solistka Teatru „Kolumb”
- Leonid Gajdaj jako Warfołomiej Korobiejnikow
- Erast Garin jako krytyk teatralny
- Aleksandr Chwyla jako Wachaniuk, właściciel sklepu